# Кончуљски споразум
Кончуљски споразум је колоквијални назив за две изјаве: Основну изјаву УЧПМБ о оружаном сукобу у Прешевској долини, коју је потписала Ослободилачка војска Прешева, Медвеђе и Бујановца (УЧПМБ), и Изјаву о условној амнестији за припаднике УЧПМБ, коју је потписала Република Србија у оквиру СРЈ 2001. године. То је први споразум који се односи на Прешево, Медвеђу и Бујановац.
Овим споразумом је дошло до потпуне демилитаризације, демобилизације и разоружања УЧПМБ. Такође се предвиђа интеграција етничких Албанаца у државне, грађанске, економске и полицијске структуре, као и подршка међународне заједнице за имплементацију тзв. Човићевог плана.
Споразум је окончан сукобима који су се прелили из Косова, а политички представници локалних Албанаца, Србије и Косова су се обавезали на разоружање и демобилизацију УЧПМБ. Споразуму је сведочио Шон Саливан, који је у то време био НАТО шеф канцеларије у СРЈ. Према договору, Југословенска војска је требало да уђе у Сектор Б зоне безбедности (ГСЗ) до 31. маја 2001.

## Позадина
Дана 12. јуна 1999, дан након потписивања Кумановског споразума, формирана је Ослободилачка војска Прешева, Медвеђе и Бујановца (УЧПМБ), на чијем је челу био Шефкет Муслиу, аутомеханичар из Кончуља. Група је нападала српске цивиле и полицију са циљем припајања Прешева, Медвеђе и Бујановца Косову, што је ескалирало у оружани сукоб.
Због тога што СРЈ није могла да користи тешко наоружање у зони безбедности (ГСЗ), УЧПМБ је проширио утицај и заузео готово сва села у секторима Б и Ц (исток), осим Грамаде. Сектори су били подељени на северну, централну и јужну зону.
Војска Југославије је у новембру 2000. покушала да поврати територију, али се повукла након отмица и убистава четворице полицајаца и рањавања двојице у демилитаризованој зони, чиме је УЧПМБ дошао у посед многих места.
Након пада Слободана Милошевића 5. октобра 2000, Војислав Коштуница је тражио од САД смањење или укидање ГСЗ, а КФОР је 24. новембра 2000. посредовао у примирју.
У марту 2001. НАТО је дозволио повратак југословенских снага у ГСЗ, по секторима, ради смањења сукоба са УЧПМБ. Од 23. маја 2001. око 400 припадника УЧПМБ се предало КФОР-у у нади за амнестију. Сукоб је формално окончан 1. јуна 2001.

## Одредбе
Кључне одредбе споразума обухватају:
- Потпуна демилитаризација, демобилизација и разоружање УЧПМБ.
- Интеграција етничких Албанаца у државне, економске и полицијске структуре, уз подршку за имплементацију Човићевог плана.[14]
- Прекидање борби у Прешеву, Медвеђи и Бујановцу.

Истовремено, српска страна је потписала Изјаву о условној амнестији, којом се припадницима УЧПМБ гарантује амнестија од 23. маја 2001.